# Olimpiada szachowa 1994
| 31. Olimpiada szachowa Moskwa 1994 |
| 1992 1996                          |

Olimpiada szachowa 1994 (zarówno w konkurencji kobiet, jak i mężczyzn) rozegrana została w Moskwie w dniach 1 – 16 grudnia 1994 roku.

## 31. olimpiada szachowa mężczyzn
Wyniki końcowe (124 drużyny, system szwajcarski, 14 rund).
| Miejsce | Kraj                 | Punkty |
| ------- | -------------------- | ------ |
| 1       | Rosja (I)            | 37½    |
| 2       | Bośnia i Hercegowina | 35     |
| 3       | Rosja (II)           | 34½    |
| 4       | Anglia               | 34½    |
| 5       | Bułgaria             | 34     |
| 6       | Holandia             | 34     |
| 7       | Stany Zjednoczone    | 34     |
| 8       | Węgry                | 33½    |
| 9       | Ukraina              | 33½    |
| 10      | Gruzja               | 33½    |
| 11      | Chiny                | 33½    |
| 12      | Białoruś             | 33½    |
| 13      | Armenia              | 33     |
| 14      | Izrael               | 33     |
| 15      | Jugosławia           | 32½    |
| 16      | Niemcy               | 32½    |

| Miejsce | Kraj       | Punkty |
| ------- | ---------- | ------ |
| 17      | Estonia    | 32½    |
| 18      | Hiszpania  | 32½    |
| 19      | Łotwa      | 32     |
| 20      | Kuba       | 32     |
| 21      | Filipiny   | 32     |
| 22      | Islandia   | 32     |
| 23      | Uzbekistan | 32     |
| 24      | Litwa      | 31½    |
| 25      | Rumunia    | 31½    |
| 26      | Chorwacja  | 31½    |
| 27      | Polska     | 31½    |
| 28      | Dania      | 31     |
| 29      | Czechy     | 31     |
| 30      | Słowacja   | 31     |
| 31      | Szwajcaria | 31     |
| 32      | Indonezja  | 31     |

| Miejsce | Medaliści + skład reprezentacji Polski                                                                             |
| ------- | --- |
| 1       | Garri Kasparow, Władimir Kramnik, Jewgienij Bariejew, Aleksiej Driejew, Siergiej Tiwiakow, Piotr Swidler           |
| 2       | Predrag Nikolić, Ivan Sokolov, Bojan Kurajica, Emir Dizdarević, Nebojša Nikolić, Rade Milovanović                  |
| 3       | Aleksander Moroziewicz, Wadim Zwiagincew, Michaił Ułybin, Siergiej Rublewski, Konstantin Sakajew, Wasilij Jemielin |
|         | Robert Kuczyński, Włodzimierz Schmidt, Jacek Gdański, Marek Matlak, Tomasz Markowski, Marcin Kamiński              |

## 31. olimpiada szachowa kobiet
Wyniki końcowe (81 drużyn, system szwajcarski, 14 rund).
| Miejsce | Kraj       | Punkty |
| ------- | ---------- | ------ |
| 1       | Gruzja     | 32     |
| 2       | Węgry      | 31     |
| 3       | Chiny      | 27     |
| 4       | Rumunia    | 27     |
| 5       | Ukraina    | 25     |
| 6       | Estonia    | 24½    |
| 7       | Niemcy     | 24½    |
| 8       | Anglia     | 24½    |
| 9       | Izrael     | 24     |
| 10      | Rosja (I)  | 24     |
| 11      | Kazachstan | 24     |
| 12      | Rosja (II) | 24     |

| Miejsce | Kraj              | Punkty |
| ------- | ----------------- | ------ |
| 13      | Bułgaria          | 24     |
| 14      | Wietnam           | 24     |
| 15      | Białoruś          | 24     |
| 16      | Grecja            | 24     |
| 17      | Jugosławia        | 23½    |
| 18      | Azerbejdżan       | 23½    |
| 19      | Chorwacja         | 23½    |
| 20      | Polska            | 23½    |
| 21      | Czechy            | 23½    |
| 22      | Stany Zjednoczone | 23     |
| 23      | Litwa             | 23     |
| 24      | Armenia           | 22½    |

| Miejsce | Medalistki + skład reprezentacji Polski                                       |
| ------- | ----------------------------------------------------------------------------- |
| 1       | Maja Cziburdanidze, Nana Ioseliani, Ketevan Arachamia-Grant, Nino Gurieli     |
| 2       | Zsuzsa Polgár, Zsófia Polgár, Ildikó Mádl, Tünde Csonkics                     |
| 3       | Xie Jun, Peng Zhaoqin, Qin Kanying, Zhu Chen                                  |
|         | Agnieszka Brustman, Krystyna Dąbrowska, Monika Bobrowska, Magdalena Gużkowska |